# Domingo Drummond
Domingo Drummond   (Puerto Cortés, 14 d'abril de 1957 - Hondures, 23 de gener de 2002) fou un futbolista hondureny de la dècada de 1980.
Fou internacional amb la selecció de futbol d'Hondures amb la qual participà a la copa del Món de futbol de 1982.
A nivell de club destacà com a jugador de Platense.